# شیرباد
قله شیرباد بلندترین قلهٔ رشته‌کوه بینالود و بلندترین ارتفاع در سه استان خراسان می‌باشد و به همین جهت به «بام خراسان» شهرت دارد.

این کوه در تمام مدت سال دارای بادهای بسیار تند و سرد است و به دلیل وزش این بادهای شدید، این قله، شیرباد نام گرفته است. این قله در دامنهٔ جنوبی به روستای بوژان در نزدیکی شهر نیشابور و در دامنه‌های شمالی به درهٔ نهل زشک و درهٔ دولت‌آباد شهرستان گلبهار منتهی شده است و به دلیل دره‌های سرسبز اطراف، دارای چشم‌انداز زیبایی است. این قله و دامنه‌های منتهی به قله در مسیر وزش بادهای شدید موسوم به Low level jet stream قرار دارد.
پیست اسکی شیرباد در ۱۸ کیلومتری روستای دولت‌آباد شهرستان گلبهار و در نزدیکی این قله ساخته شده است.

## ارتفاع
این قله با ارتفاع ۳۳۰۳ متر از سطح دریا بلندترین قلهٔ رشته‌کوه بینالود است.

## مسیرهای صعود

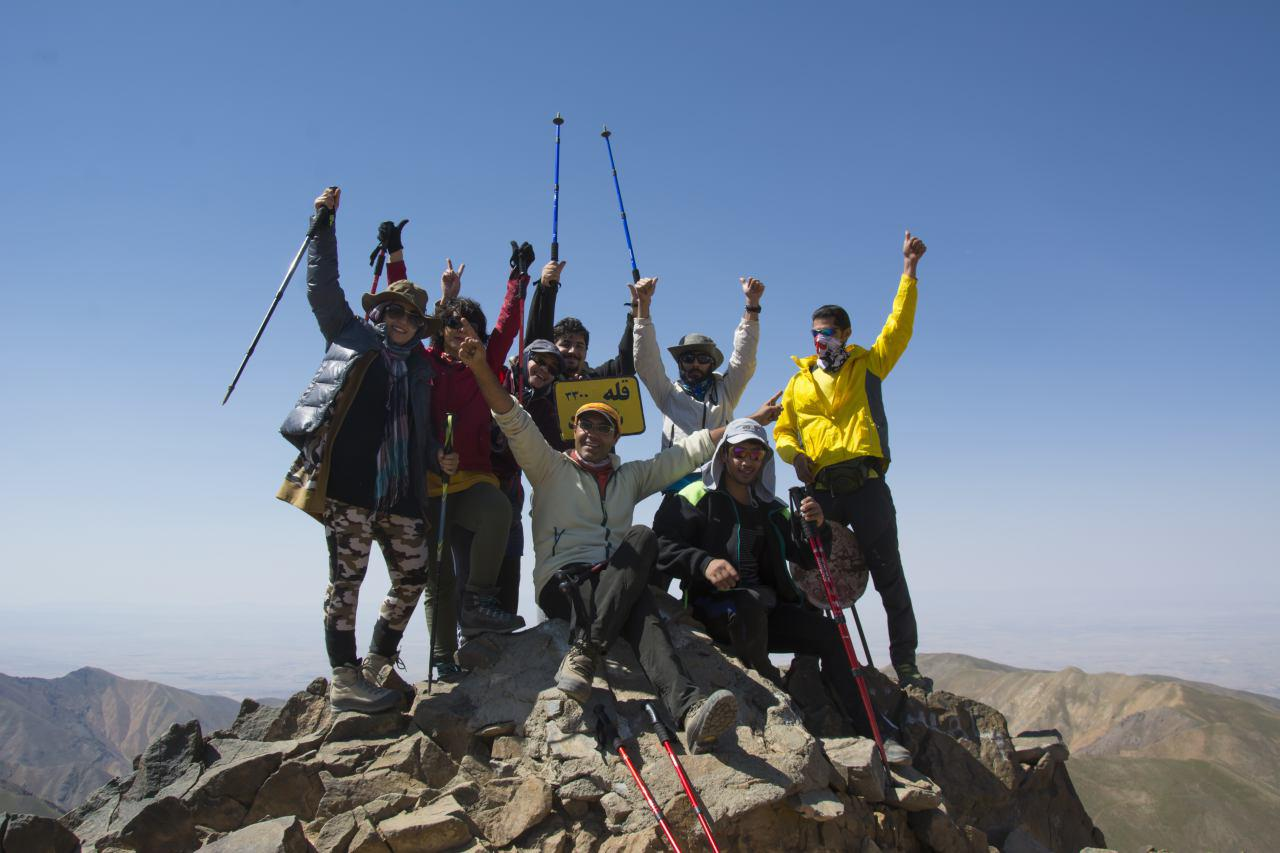
یک تیم کوهنوردی بر بالای قله شیرباد

- مسیر از بوژان «غرب»: این مسیر، رایج‌ترین مسیر صعود به قلهٔ شیرباد است. این مسیر به دلیل عبور از دره بوژان مسیر بسیار سرسبزی است. این مسیر هم مانند مسیر دره نهل شیب کمتری نسبت به مسیر جان‌پناه دارد و بدون عبور از جان‌پناه به قله منتهی می‌شود.
- مسیر جان‌پناه «شرق»: این مسیر، با یک شیب تند طولانی شروع شده و در ارتفاع حدوداً ۳۰۰۰ متری به جان‌پناه منتهی می‌شود. معمولاً کوهنوردان پس از استراحت در جان‌پناه برای صعود به قله اقدام می‌کنند. در طول این مسیر مکانی برای تهیه آب وجود ندارد.
- مسیر درهٔ دولت‌آباد: این مسیر از طریق گلبهار، روستای دولت‌آباد به این قله دسترسی دارد و نزدیک‌ترین مسیر به قله است. در این مسیر پیست اسکی و درهٔ زیبای دولت‌آباد واقع شده است. نزدیک‌ترین مسیر برای شهرهای مشهد، گلبهار، گلمکان، چناران، طرقبه و شاندیز این مسیر است.
- مسیر دره نهل «شرق»: این مسیر، بدون عبور از جان‌پناه به قله منتهی می‌شود و به دلیل شیب ملایم‌تر صعود آسان‌تری نسبت به مسیر جان‌پناه دارد. این مسیر از چشمه نهل گذشته و کوهنوردان می‌توانند از چشمه آب آشامیدنی مورد نیاز خود را تهیه نمایند. این مسیر برای بازگشت مناسب‌تر است.

## سانحه هواپیمای سی۱۳۰ ارتش
در تاریخ ۲۳ اسفند ۱۳۷۵ (۱۳ مارس ۱۹۹۷): یک فروند هواپیمای سی-۱۳۰ متعلق به نیروی هوایی ارتش جمهوری اسلامی ایران که از دزفول عازم مشهد بود در کوه شیرباد نیشابور سقوط کرد و ۸۶ سرنشین آن کشته شدند.